# Лунду (громада)
Лу́нду (англ. Lundu) — традиційна громада у складі дистрикту Блантайр Південного регіону Малаві.
Населення — 32271 особа (2018).